# 영광 법성진성
영광 법성진성(靈光 法城鎭城)은 대한민국 전라남도 영광군 법성면 진내리에 있는 조선시대의 성이다. 2002년 11월 27일 전라남도의 기념물 제205호로 지정되었다.

## 개요
영광 법성진성은 남쪽으로 바다와 접한 구릉의 남사면에 있으며, 평면상 직사각형의 형태를 이루고 있다.
『신증동국여지승람』에는 둘레 1,688척, 높이 12척으로, 『동국여지지』에는 둘레 1,688척으로, 〈법성진진지(法聖鎭鎭誌)〉에는 둘레 3,062척, 높이는 8척 7촌으로 기록되어 있다.
법성진성은 돌로 쌓은 석성으로, 동―서 너비 약 200m, 잔존 최대높이 300cm 내외, 성벽의 너비 700cm 내외의 규모이다. 남벽이 모두 파괴되어 남―북의 길이를 정확히 알 수 없으나 동―서의 길이는 250m이다. 현재 남아 있는 성벽의 길이는 동벽 75m, 북벽 250m, 서벽 125m, 남벽 10m로 총길이는 460m인데 밖으로 돌출된 치부분을 포함하면 더 길어진다. 성벽은 외벽을 돌을 쌓아 올리고 그 안쪽으로는 잡석과 흙을 섞어 채워 넣은 형태이다.
법성진성의 성벽은 잔존상태가 비교적 양호한 편이다. 동벽은 북쪽의 성벽이 잘 남아 있으며, 동벽과 북벽이 만나는 모서리부분은 광주이동통신 중계탑이 설치되면서 파괴되었다. 북벽은 대부분 흙으로 덮여 있는데, 북벽의 중간에서 동쪽으로 약간 치우친 지점에 반원형을 이루면서 돌출된 치(雉)가 설치되어 있다. 서벽은 남쪽 일부를 제외하고는 비교적 잘 남아 있다. 서벽의 중간지점에는 문터로 추정되는 부분이 있고 이 문터를 중심으로 북쪽과 남쪽에 각각 치가 설치되어 있다.
성 안에서 출토된 기와류·자기류·토기류 등의 유물이 모두 조선시대에 해당하는 유물인 것으로 볼 때 조선시대에 사용된 성으로 추정된다.
한편 성벽에는 성을 쌓기 위해 동원된 전라도 관내의 군현명과 쌓은 척(尺), 그리고 감관(監官)·도색(都色) 등의 이름이 새겨져 있다. 글에 나타난 내용으로 보아 인원 동원은 물론 성의 축조와 관련한 당시의 제도 등을 파악하는 데 좋은 자료로 판단된다.
법성진성은 성벽이 비교적 잘 남아 있고, 성벽에 새겨진 글 등 조선시대 진성을 연구하는데 매우 귀중한 자료로서 역사적·학술적 가치가 크다.

## 같이 보기
- 영광 법성진 숲쟁이

## 참고 자료
- 영광 법성진성 - 국가유산청 국가유산포털